# Mua sắm miễn thuế
Mua sắm miễn thuế (TFS) là việc mua hàng hóa ở nước ngoài và được hoàn thuế bán hàng đã được nhà bán lẻ thu trên các hàng hóa đó. Thuế bán hàng có thể được mô tả khác nhau dưới dạng thuế bán hàng, thuế hàng hóa và dịch vụ (GST), thuế giá trị gia tăng (VAT) hoặc thuế tiêu thụ.
Thúc đẩy mua sắm miễn thuế và giúp khách du lịch dễ dàng được tiền hoàn lại, đã giúp thu hút khách du lịch đến nhiều quốc gia. TFS tuân theo các quy định quốc gia, chẳng hạn như chi tiêu tối thiểu và các hạn chế đối với các loại sản phẩm mà nó có thể được yêu cầu. Hoàn tiền chỉ có thể được yêu cầu đối với hàng hóa được xuất khẩu. Tuy nhiên, mua hàng hóa miễn thuế không có nghĩa là khách du lịch được miễn nộp thuế áp dụng khi mua hàng khi họ về nhà.

## Các quốc gia mua sắm miễn thuế
Năm mươi lăm trong số 130 quốc gia đánh thuế VAT/GST cho phép du khách nước ngoài được hoàn thuế.   

Mua sắm miễn thuế hiện có sẵn ở các quốc gia sau: Argentina, Armenia, Úc, Áo, Azerbaijan, Bỉ, Bulgaria, Canada, Croatia, Síp, Cộng hòa Séc, Đan Mạch, Estonia, Phần Lan, Pháp, Đức, Hy Lạp, Hungary, Iceland, Indonesia, Ireland, Israel, Ý, Nhật Bản, Hàn Quốc, Latvia, Lebanon, Liechtenstein, Litva, Luxembourg, Macedonia, Malaysia, Mexico, Morocco, Hà Lan, Na Uy, Ba Lan, Bồ Đào Nha, Romania, Serbia, Singapore, Slovenia, Slovakia, Tây Ban Nha, Nam Phi, Thụy Điển, Thụy Sĩ, Đài Loan, Thái Lan, Thổ Nhĩ Kỳ, Vương quốc Anh, Hoa Kỳ và Việt Nam.

## Hoàn tiền
Số tiền được hoàn lại tương ứng với VAT hoặc GST đã trả và ở quốc gia nào khách du lịch mua hàng hóa. VAT/GST là thuế được thêm vào giá thành của sản phẩm, được tính bằng tỷ lệ phần trăm của giá bán lẻ sản phẩm. Thông thường ở châu Âu, giá vé đã bao gồm VAT, điều này ít gặp hơn ở Mỹ. Ví dụ: nếu thuế suất VAT trên sản phẩm là 20% và giá vé là € 100, bao gồm VAT, VAT sẽ là € 16,67 (83,33 + 20% VAT = € 100.).
Phí xử lý có thể được tính bởi nhà cung cấp dịch vụ.

## Mua sắm miễn thuế tại Liên minh Châu Âu
Khách du lịch cư trú tại một quốc gia bên ngoài EU, có thể mua sắm miễn thuế tại các cửa hàng bên ngoài sân bay EU. Lữ khách trả thuế VAT cho hàng hóa trong cửa hàng và có thể yêu cầu hoàn lại tiền khi rời Liên minh Châu Âu cùng với hàng hóa. Hạn chế chung là khách du lịch phải là cư dân ở một quốc gia ngoài EU, thời gian lưu trú tối đa 6 tháng khi đến EU, mua hàng được thực hiện tối đa ba tháng trước khi xuất khẩu và chỉ những hàng hóa dành cho sử dụng cá nhân mới đủ điều kiện hoàn tiền. Du khách cần giữ biên lai mua hàng và truy cập Hải quan trước khi rời EU để lấy tem xác nhận xuất khẩu. Biên lai sau đó có thể được gửi lại cho các nhà bán lẻ cho một yêu cầu hoàn trả.
Mỗi quốc gia tại EU có thuế suất VAT khác nhau có thể được thu hồi và hạn chế số lượng mua tối thiểu.

## Mua sắm miễn thuế tại Hoa Kỳ
Một số khu vực pháp lý tại Hoa Kỳ cho phép hoàn lại thuế bán hàng cho khách du lịch nước ngoài khi rời khỏi đất nước.
Mua sắm miễn thuế là một đặc quyền được hưởng bởi tất cả các cư dân của khu vực pháp lý Hoa Kỳ mà không phải chịu thuế bán hàng, nhưng thông qua cái gọi là bán hàng "từ xa", bao gồm bán hàng cho khách hàng ngoại quốc, bán hàng qua danh mục và bán hàng qua khách hàng Internet Internet trong phạm vi quyền hạn thuế bán hàng cũng có thể thực hiện giao dịch mua tại các khu vực pháp lý miễn thuế bán hàng, bất chấp yêu cầu pháp lý phải nộp thuế sử dụng tương đương (bồi thường) ở nhà nước của họ. Delaware miễn tất cả các loại thuế bán hàng, không bao gồm nhà và xe hơi (thuế chuyển nhượng 3% cho bất động sản và phí thẻ 2,75% cho xe hơi). Trung tâm mua sắm Christiana gần Newark, Delaware thu hút người mua sắm từ các bang lân cận Maryland, New Jersey, New York và Pennsylvania tìm cách tiết kiệm tiền khi mua hàng mà không phải trả thuế bán hàng. Cửa hàng Apple tại Trung tâm thương mại Christiana tuyên bố bán nhiều iPhone hơn bất kỳ địa điểm nào khác trong chuỗi do không có thuế bán hàng. Thương nhân kinh doanh miễn thuế ở New Hampshire thường xuyên quảng cáo cho cư dân lân cận Massachusetts, Vermont và Maine những lợi ích của việc mua hàng không có thuế bán hàng, bất chấp sự thật rằng không có sự miễn chung từ thuế sử dụng khi hàng hóa được đưa trở lại nhà. Nhiều người mua không biết nghĩa vụ nộp thuế, hoặc nộp tờ khai cần thiết hoặc thực tế rằng đó không phải là nghĩa vụ của một thương gia để thu tiền từ họ và trả gián tiếp. Tuy nhiên, nghĩa vụ của người mua là phải trả trực tiếp cho nhà nước, thường liên quan đến việc nộp tờ khai thuế thu nhập hàng năm của họ.
Không nên nhầm lẫn trách nhiệm của bất kỳ cư dân không được miễn thuế nào của một tiểu bang Hoa Kỳ có thuế bán hàng để thanh toán thuế sử dụng tương đương khi mua hàng hóa từ một tiểu bang khác (hoặc quốc gia) thông qua đặt hàng qua thư, qua điện thoại hoặc qua Internet vấn đề thuế Internet trực tiếp đánh vào chính các dịch vụ Internet, như thuế bit, thuế băng thông, thuế nhượng quyền thương mại và thuế email. Hầu hết các loại thuế như vậy đều bị cấm cho đến năm 2014 bởi Đạo luật Sửa đổi Miễn Thuế Internet năm 2007, điều này mở rộng các điều khoản trong Đạo luật Miễn Thuế Internet của liên bang vượt quá thời hạn ban đầu năm 2007.
Hàng hóa sẽ chịu thuế tại nhà phải chịu thuế ở cùng một mức khi được mang về nhà hoặc giao, bất kể chúng được mua ở đâu và như thế nào. Nhiều hình thức miễn thuế bán hàng và sử dụng thuế địa phương còn tùy theo tình trạng của người nộp thuế (ví dụ: có miễn trừ cho các tổ chức từ thiện), miễn trừ dựa trên quy mô mua hàng (ví dụ: quần áo dưới $ 110 ở Vermont) và miễn cho các loại hàng hóa cụ thể (ví dụ:, quần áo bảo hộ, thực phẩm, thuốc men, và các tài liệu giáo dục).
Ngay cả những khách hàng từ các khu vực pháp lý đánh thuế doanh thu về lý thuyết có thể có thêm các khoản nợ thuế khi mua sắm ở các khu vực pháp lý không có thuế hoặc thuế thấp hơn. Ví dụ: nếu một quốc gia liền kề có mức thuế thấp hơn một chút so với nhà của người mua, người mua hàng đó có thể phải đối mặt với gánh nặng thuế bổ sung mặc dù giao dịch mua đã bị đánh thuế tại điểm bán. Sự khác biệt về thuế suất được các cơ quan thu thuế gọi là "chiết khấu thuế".
Các khu vực pháp lý về thuế nói chung mở rộng miễn thuế sử dụng cho người nộp thuế thương mại mua cổ phiếu kinh doanh. Loại miễn thuế này áp dụng cho hàng hóa được miễn thuế để bán lại, nhưng sẽ mất hiệu lực nếu hàng hóa được chuyển đổi sang sử dụng bởi chính công ty (ví dụ: xe hơi của công ty, vật tư văn phòng và vật tư làm sạch).
Một số quốc gia tính thuế giá trị gia tăng (VAT) hoặc thuế hàng hóa và dịch vụ (GST) mở rộng cho mua bán lẻ. Khi những khách hàng đó là cư dân của một tiểu bang Hoa Kỳ có thuế bán hàng đối với hàng hóa đó, thuế VAT hoặc thuế GST phải trả có thể được sử dụng như một khoản tín dụng so với số tiền thuế sử dụng khác, trừ khi được loại trừ, như ở Massachusetts. Tuy nhiên, khi yêu cầu hoàn lại tiền thuế VAT hoặc GST sau khi đi du lịch, thẩm quyền đánh thuế nhà của người mua có thể xác nhận khiếu nại về toàn bộ trách nhiệm thuế bán hàng.
Mặc dù thực tế là hầu hết người mua sắm không biết về nghĩa vụ thuế sử dụng của họ, có những hình phạt nghiêm trọng tiềm tàng cho hành vi trốn thuế có chủ ý. Bất kỳ đơn đặt hàng trực tuyến, qua điện thoại hoặc người mua sắm du lịch nào thực hiện giao dịch mua hàng "miễn thuế" đều có thể bị truy tố thành công vì trốn thuế sử dụng nhà nước nếu họ cố tình không nộp tờ khai cần thiết và trả thuế theo yêu cầu hoặc cố tình bỏ qua thông tin từ lợi nhuận hàng năm cần thiết. Khi một cơ quan tài phán về thuế thực thi sử dụng nghĩa vụ thuế, họ cũng thường tìm kiếm các hình phạt và tiền lãi cộng dồn cho việc không kịp thời nộp tờ khai thuế và các khoản thanh toán thuế cần thiết, cũng như có thể khai man cho các thiếu sót trong các mẫu đơn chính thức. Thời hiệu về các khoản thuế đến hạn có thể không bắt đầu chạy cho đến khi và trừ khi nộp tờ khai thuế bắt buộc. Một số tiểu bang cũng cung cấp thang thuế sử dụng "bến an toàn" mà hầu hết người nộp thuế đều nợ, dựa trên thu nhập gộp đã điều chỉnh của người nộp thuế. Ví dụ: một người có thu nhập trên 100.000 đô la có thể kiếm được 0,0005 hoặc thu nhập của mình dưới dạng thanh toán cho "thuế sử dụng", mà không phải tính đến bất kỳ giao dịch mua ngoài tiểu bang thực tế nào dưới 1.000 đô la mỗi lần.
Để tăng cường cơ hội thu thuế sử dụng, một số tiểu bang của Hoa Kỳ đã nỗ lực thực hiện một thỏa thuận thuế sử dụng giữa các tiểu bang "hợp lý hóa". Để thực hiện hợp đồng đa phương này, nhiều tiểu bang đã ban hành hoặc đang xem xét ban hành, những thay đổi theo luật định yêu cầu cư dân tiết lộ, theo hình phạt khai man, trách nhiệm thuế sử dụng hàng năm của họ đối với các giao dịch mua ngoài tiểu bang. Việc tập trung vào thu thuế sử dụng đã tăng lên vì Tòa án Tối cao Hoa Kỳ đã đặt ra những rào cản đáng kể trong con đường nỗ lực của nhà nước để thu thuế bán hàng đối với các giao dịch tại các khu vực pháp lý không có thuế hoặc thuế thấp hơn. Trong Quốc gia Bellas Hess, Inc. v. Bộ thu nhập của bang Illinois và Quill Corp v. Bắc Dakota, Tòa án kết luận rằng Điều khoản thương mại và Điều khoản quy trình do Hiến pháp Hoa Kỳ yêu cầu rằng có một mối quan hệ giữa nhà nước đánh thuế và nhà cung cấp hàng hóa hoặc dịch vụ, dưới hình thức hiện diện vật lý. Điều này đã được giải thích để áp dụng cho cả bán hàng qua cửa hàng và bán hàng ngoài tiểu bang qua Internet. Do đó, các quốc gia bị cấm thu thuế bán hàng đối với cái gọi là giao dịch từ xa bởi vì làm như vậy sẽ gây ra gánh nặng vi hiến cho thương mại giữa các tiểu bang. Dự án thuế bán hàng được sắp xếp hợp lý là phản ứng của các tiểu bang, qua đó họ đang tìm cách thu thuế sử dụng trên Internet từ xa và bán hàng qua cửa hàng thay cho thuế bán hàng.
Liên quan đến dự án thuế bán hàng được sắp xếp hợp lý, đã có cuộc thảo luận giữa các quan chức thuế nhà nước về việc tạo ra nghĩa vụ hoặc ưu đãi cho các thương nhân để thu thuế từ các khách hàng là cư dân của các bang có thuế bán hàng, đặc biệt là trong lĩnh vực bán hàng trực tuyến, để đổi lấy một tỷ lệ phần trăm của các loại thuế sẽ không được trả. Một số tiểu bang Hoa Kỳ cũng đang xem xét ân xá thuế, theo đó người dân có thể giải quyết các khoản thuế và hình phạt sử dụng chưa thanh toán với mức chiết khấu, nhưng chỉ khi việc giải quyết được đưa ra trước khi thu nợ thuế bắt đầu.

## Mua sắm miễn thuế tại Úc
Ở Úc, mua sắm miễn thuế được gọi là Chương trình hoàn tiền du lịch (TRS) cho phép du khách nước ngoài và cư dân Úc yêu cầu hoàn lại Thuế hàng hóa và dịch vụ (GST) và thuế cân bằng rượu vang (WET) được trả cho một số hàng hóa được mua tại Úc trong 60 ngày rời khỏi Úc, và sau đó được đưa ra khỏi Úc trong những chiếc túi mang theo hoặc đeo. Khoản hoàn trả có sẵn cho hàng hóa đã mua trong 60 ngày trước khi rời Úc, các giao dịch mua từ bất kỳ doanh nghiệp nào (thậm chí trên các hóa đơn riêng biệt) phải có tổng số $300 (đã bao gồm GST) trở lên, khách du lịch phải có hóa đơn thuế gốc cho hàng hóa, hàng hóa có thể yêu cầu được xác nhận bởi một nhân viên tại quầy Dịch vụ khách hàng của Cơ quan Hải quan và Biên phòng.
Yêu cầu hoàn thuế có thể được thực hiện tại quầy TRS trong sân bay quốc tế hoặc nhà ga tàu tuần dương của một số cảng biển Úc.